# Hawke's Bay (Canada)
Hawke's Bay is een gemeente (town) in de Canadese provincie Newfoundland en Labrador.

## Geografie
De gemeente ligt aan de westkust van het Great Northern Peninsula, in het noorden van het eiland Newfoundland. Het plaatsje ligt aan de monding van de Torrent River in Hawke's Bay, een zijbaai van de grotere Ingornachoix Bay.
De plaats grenst in het noorden aan Port Saunders en ligt zelf ruim 15 km ten noordoosten van River of Ponds. Het dorp is bereikbaar via provinciale route 430.

## Geschiedenis
Hawke's Bay, de kleine baai waar het gelijknamige dorp later zou gevestigd worden, werd in 1766 door James Cook vernoemd naar Edward Hawke, die in 1759 de Slag bij Quiberon won. Het zou in de decennia erna soms als enclave door zowel de Britse als Franse zeemacht gebruikt worden, maar de eerste mensen die zich er permanent vestigden deden dit pas in de beginjaren van de 20e eeuw.
In 1956 werd het dorp een gemeente met de status van local government community. Tussen 1966 en 1971 veranderde de status van de gemeente naar die van local improvement district, om reeds tussen 1971 en 1976 opnieuw van status te veranderen tot town.
In 2007 liet de provinciale overheid een haalbaarheidsonderzoek voeren naar de eventuele creatie van een fusiegemeente bestaande uit Hawke's Bay, Port Saunders, Port au Choix en River of Ponds. De fusie vond echter nooit plaats en Hawke's Bay bleef gewoon als zelfstandige gemeente voortbestaan.

## Demografie
Demografisch gezien is Hawke's Bay, net zoals de meeste kleine dorpen op Newfoundland, aan het krimpen. Tussen 1991 en 2021 daalde de bevolkingsomvang van 564 naar 297. Dat komt neer op een daling van 267 inwoners (-47,3%) in dertig jaar tijd.
| Demografische ontwikkeling van Hawke's Bay tussen 1951 en 2021             |
| -------------------------------------------------------------------------- |
|                                                                            |
| Bron: Statistics Canada (1951–1986, 1991–1996, 2001–2006, 2011–2016, 2021) |